# Serica cyclonotus
Serica cyclonotus är en skalbaggsart som beskrevs av Thomson 1858. Serica cyclonotus ingår i släktet Serica och familjen Melolonthidae. Inga underarter finns listade i Catalogue of Life.